# Helmut Erwert

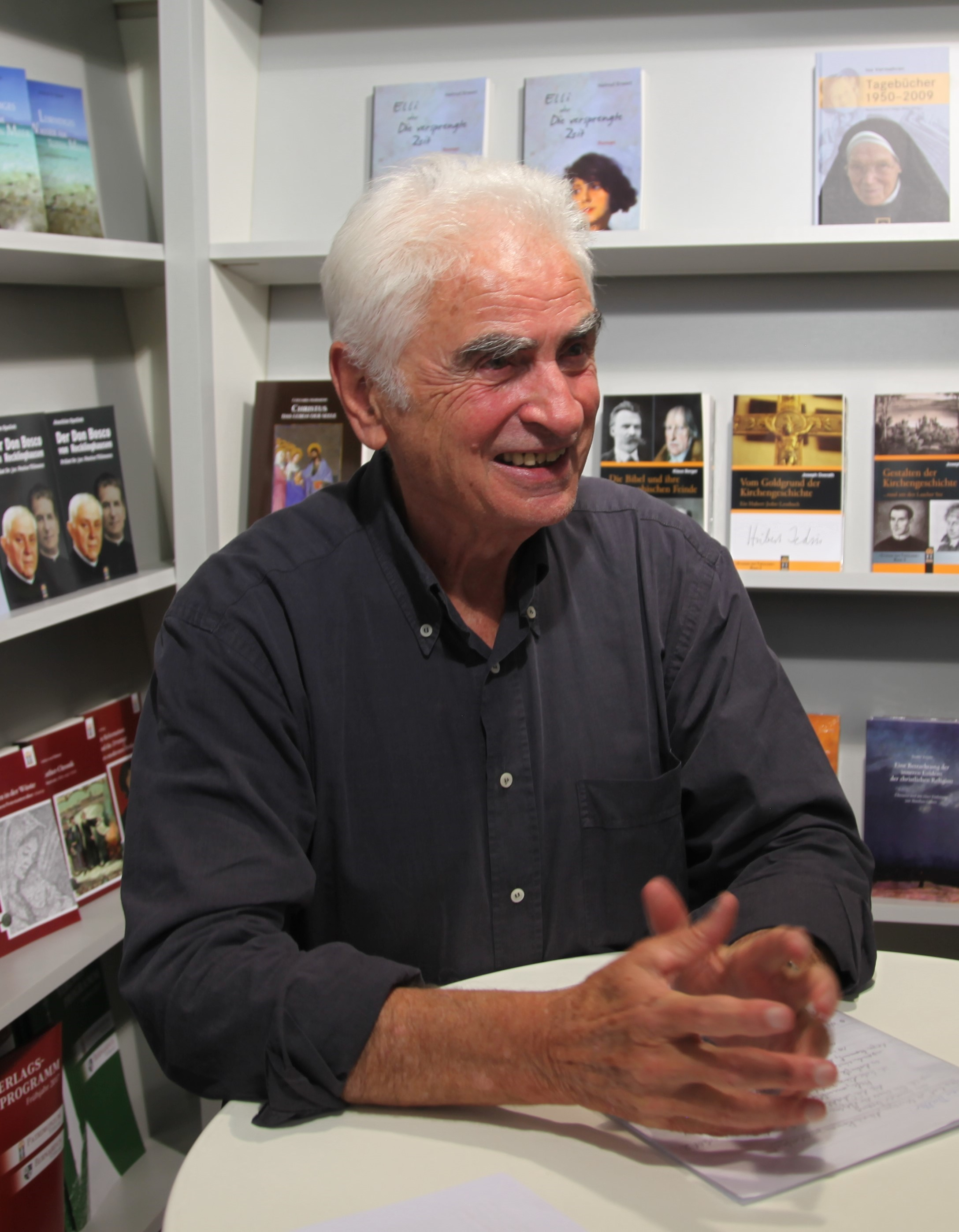
Helmut Erwert (2017)

Helmut Erwert (* 11. August 1933 in Bela Crkva, Königreich Jugoslawien) gehörte als Kind der großen deutschen Minderheit im ehemaligen Jugoslawien an und ist heute ein pensionierter deutscher Gymnasiallehrer, der an bayerischen Sekundarschulen II, einer US-amerikanischen und einer Deutschen Schule in Spanien unterrichtet hat. Als Sprach-, Literatur- und Geschichtsforscher hat er Lehr- und Sachbücher sowie Beiträge in Zeitungen und Zeitschriften und belletristische Texte veröffentlicht.

## Leben und Wirken
Mit elf Jahren wurde Helmut Erwert aus seiner mehrsprachigen, einst österreich-ungarischen Heimat „Banat“ herausgerissen, erlebte 1944 Flucht und Internierung, legte in Bayern das Abitur ab, studierte Germanistik, Anglistik und Geschichte an der Ludwig-Maximilians-Universität München.
Im bayerischen Staatsdienst verankert, unterrichtete er auch an einer Senior Highschool auf Long Island, New York, und am Colegio Aleman in Barcelona/Spanien. Hier forschte und publizierte er seine Erkenntnisse aus der multikulturellen Erfahrung.
Gegen Ende seiner aktiven Dienstzeit und im Ruhestand widmete er sich intensiv der regionalen Geschichtsforschung und der Arbeit an belletristischen Texten. In zahlreichen Referaten hat er seine historischen Forschungsergebnisse sowie in Lesungen seine Lyrik und Prosa der Öffentlichkeit vorgestellt.
Für sein außerordentliches Engagement in der Geschichtsforschung, in der literarischen Aufarbeitung der Lebensbrüche und in seinem Bemühen eines Brückenschlags zu internationalem Verständnis erhielt er zahlreiche Preise (Siehe Auszeichnungen).
Helmut Erwert ist verheiratet mit Christiane Erwert, geborene Bittner, lebt heute in Niederbayern. Aus der Ehe ging Sohn Julian hervor.

## Einzeltitel (Auswahl)
- Kleine Münzgeschichte Aulendorfs und der Grafen von Königsegg-Aulendorf. 32 Seiten, 33 Abbildungen, Aulendorf 1977.
- Sprache und Text. Ein Lehr- und Arbeitsbuch für den Deutschunterricht der Sekundarstufe II. 286 Seiten, 44 Abbildungen, Bad Homburg v. d. H., 6 Auflagen, 6. Auflage 1994 (Koautoren: Karl-Josef Weiß, Manfred Burbiel).
- Feuersturm, Zigarettenwährung, Demokratie. Der Umbruch 1945–1948 in der Stadt Straubing und in der Region Straubing-Bogen. 317 Seiten, 115 Abbildungen, Straubing 1997, 2. Auflage 1998.
- Niederbayerische Erfolgsgeschichten. Leitlinien der Industrialisierung und geglückte Existenzgründungen aus Handwerk und Industrie in einer traditionell agrarischen Donauregion. 396 Seiten, 264 Abbildungen, Straubing 2000.
- Für die Götter wie Fliegen? Das Schicksal einer altbayerischen Stadt zwischen Schonung und Vernichtung. Dargestellt nach den Quellen der US-Archive. 68 Seiten, 37 Abbildungen, Straubing 1998.
- Die Zuckerfabrikation „nothwendig mit dem Betriebe einer Landwirtschaft in Verbindung setzen“. Frühester Brückenschlag zwischen Landwirtschaft und Industrie nahe Straubing, der „Region der nachwachsenden Rohstoffe“. Sonderdruck aus: Jahresbericht des Historischen Vereins für Straubing und Umgebung 113 (2011), 27 Seiten, 9 Abbildungen, Straubing 2012.
- Die Stadt Straubing in schwerster Notzeit. Zeitenwende 1945. Der tiefste Umbruch in der Stadtgeschichte. 152 Seiten, 29 Abbildungen, Straubing 2016.
- 70 Jahre Demokratie in der Stadt Straubing und im Landkreis Straubing-Bogen. Zwei unterschiedlich realisierte Gedenkreden zu außerordentlichen Jubiläen. Sonderdruck aus: Jahresbericht des Historischen Vereins für Straubing und Umgebung 118 (2016), 18 Seiten, 10 Abbildungen, Straubing 2017.
- Elli oder Die versprengte Zeit. Roman, 326 Seiten, Patrimonium-Verlag in der Verlagsgruppe Mainz, Aachen 2017.
- Schicksalstage im Herzen Ostbayerns. Zeitenwende im 20. Jahrhundert. Exemplarische Zeitbilder der Geburt unserer gegenwärtigen Epoche an der Donau und im Bayerischen Wald. Besinnung – Mahnung – Wertschätzung. Geschichte und Geschichten. Ein Lesebuch. 432 Seiten, zahlreiche Abbildungen, Straubing 2019.
- MAKE AMERICA GREAT AGAIN – AMERICA IS BACK – Wie groß war einst Amerika? Ein biografischer Essay. In: Historischer Verein für Straubing und Umgebung (Hrsg.): Sonderdruck aus Jahresbericht 122/2020, S. 343–396.
- Eine lebensgefährliche Geheim-Mission. Ermittlungen zu den Ereignissen der kampflosen Eroberung der Stadt Straubing 1945 – Legende und Wirklichkeit. Straubinger Heft 71. Straubing 2021.
- Das Schicksal der Donauschwaben in Südosteuropa mit besonderer Berücksichtigung der deutschen Minderheit in Jugoslawien nach dem Zweiten Weltkrieg. Versuche eines Überblicks. In: Europäisches Journal für Minderheiten, Vol. 15, No 34/2022, Berlin 2022, S. 323–358.

## Auszeichnungen
- US-Fulbright-Stipendium mit Empfang im Weißen Haus (1966).
- Erster Preis beim Literarischen Wettbewerb der „Tagung der Kulturschaffenden“ im Haus der Donauschwaben, Sindelfingen (1999).
- Silberne Ehrennadel des Bundes der Vertriebenen Deutschland (2014)
- Josef-Schlicht-Medaille in Gold, verliehen von der Vollversammlung des Kreistages Straubing-Bogen (2015).
- Ehrengabe des Donauschwäbischen Kulturpreises des Landes Baden-Württemberg, verliehen durch stellvertretenden Ministerpräsidenten Thomas Strobl (2017).
- Verleihung der Ehrenmitgliedschaft der Nemačko Udruženje Bela Crkva/Vojwodina/Deutscher Verein Weißkirchen/Vojvodina/Republik Serbien (2020).